# 6. ceremonia wręczenia nagród Gildii Aktorów Ekranowych
6. ceremonia wręczenia nagród Gildii Aktorów Ekranowych odbyła się 12 marca 2000 roku w Shrine Exposition Center w Los Angeles.

## Laureaci i nominowani
Laureaci nagród wyróżnieni są wytłuszczeniem

### Produkcje kinowe

#### Wybitny występ aktora w roli pierwszoplanowej
- Kevin Spacey − American Beauty
  - Jim Carrey − Człowiek z księżyca
  - Russell Crowe − Informator
  - Philip Seymour Hoffman − Bez skazy
  - Denzel Washington − Huragan

#### Wybitny występ aktorki w roli pierwszoplanowej
- Annette Bening − American Beauty
  - Janet McTeer − Niesione wiatrem
  - Julianne Moore − Koniec romansu
  - Meryl Streep − Koncert na 50 serc
  - Hilary Swank − Nie czas na łzy

#### Wybitny występ aktora w roli drugoplanowej
- Michael Caine − Wbrew regułom
  - Chris Cooper − American Beauty
  - Tom Cruise − Magnolia
  - Michael Clarke Duncan − Zielona mila
  - Haley Joel Osment − Szósty zmysł

#### Wybitny występ aktorki w roli drugoplanowej
- Angelina Jolie − Przerwana lekcja muzyki
  - Cameron Diaz − Być jak John Malkovich
  - Catherine Keener − Być jak John Malkovich
  - Julianne Moore − Magnolia
  - Chloë Sevigny − Nie czas na łzy

#### Wybitny występ zespołu aktorskiego w filmie kinowym
- American Beauty
  - Być jak John Malkovich
  - Wbrew regułom
  - Zielona mila
  - Magnolia

### Produkcje telewizyjne

#### Wybitny występ aktora w miniserialu lub filmie telewizyjnym
- Jack Lemmon − Wtorki z Morriem
  - Hank Azaria − Wtorki z Morriem
  - Peter Fonda − Pasja Ayn Rand
  - George C. Scott − Kto sieje wiatr
  - Patrick Stewart − Opowieść wigilijna

#### Wybitny występ aktorki w miniserialu lub filmie telewizyjnym
- Halle Berry − Kariera Dorothy Dandridge
  - Kathy Bates − Annie
  - Judy Davis − Chłodny powiew oceanu
  - Sally Field − Chłodny powiew oceanu
  - Helen Mirren − Pasja Ayn Rand

#### Wybitny występ aktora w serialu dramatycznym
- James Gandolfini − Rodzina Soprano
  - David Duchovny − Z archiwum X
  - Dennis Franz − Nowojorscy gliniarze
  - Rick Schroder − Nowojorscy gliniarze
  - Martin Sheen − Prezydencki poker

#### Wybitny występ aktorki w serialu dramatycznym
- Edie Falco − Rodzina Soprano
  - Gillian Anderson − Z archiwum X
  - Lorraine Bracco − Rodzina Soprano
  - Nancy Marchand − Rodzina Soprano
  - Annie Potts − Dzień jak dzień

#### Wybitny występ aktora w serialu komediowym
- Michael J. Fox − Spin City
  - Kelsey Grammer − Frasier
  - Peter MacNicol − Ally McBeal
  - David Hyde Pierce − Frasier
  - Ray Romano − Wszyscy kochają Raymonda

#### Wybitny występ aktorki w serialu komediowym
- Lisa Kudrow − Przyjaciele
  - Lucy Liu − Ally McBeal
  - Calista Flockhart − Ally McBeal
  - Sarah Jessica Parker − Seks w wielkim mieście
  - Tracey Ullman − Tracey bierze na tapetę...

#### Wybitny występ zespołu aktorskiego w serialu dramatycznym
- Rodzina Soprano
  - Ostry dyżur
  - Prawo i porządek
  - Nowojorscy gliniarze
  - Kancelaria adwokacka

#### Wybitny występ zespołu aktorskiego w serialu komediowym
- Frasier
  - Przyjaciele
  - Redakcja sportowa
  - Ally McBeal
  - Wszyscy kochają Raymonda

### Nagroda za osiągnięcia życia
- Sidney Poitier

### Nagroda im. Ralpha Morgana
- Edward Asner